# اسلحه برهنه
اسلحه برهنه (به انگلیسی: Naked Weapon) فیلمی در ژانر درام، اکشن و تریلر به کارگردانی چینگ سیاو-تونگ، به نویسندگی و تهیه کنندگی وانگ جینگ محصول سال ۲۰۰۲ کشور هنگ کنگ می‌باشد. از بازیگرانی که در این فیلم به ایفای نقش پرداخته‌اند، می‌توان از آنیا وو، مریت تورسن، مگی کیو، آلمن وونگ پویی-ها، مارک آلدرد و دانیل وو نام برد.
این فیلم که به چیک‌لوداک‌گانگ (به مالایی:赤裸特工) نیز شناخته می‌شود، در تاریخ ۱۵ نوامبر ۲۰۰۲ در هنگ کنگ، توسط شرکت مدیا ایشیا منتشر شد. اسلحه برهنه از نظر مضمون مشابه دیگر کار وانگ جینگ به نام قاتل برهنه (۱۹۹۲) است، اگرچه هیچ ارتباطی با هم ندارد.
از نکات فیلم، اخراج مارک آلدرد که نقش رئیس مافیا روسی را بازی می‌کرد؛ از شغل خود (به‌عنوان معلم انگلیسی در مدرسه ابتدایی در هنگ کنگ) بود؛ زیرا مدیر مدرسه به نقش او را در این فیلم پِی‌برده بود. اسلحه برهنه در هنگ کنگ و تایوان به نمایش درآمد و در گیشه به مجموع فروش ۷۸٬۳۴۰ دلار دست پیدا کرد.

## داستان
فیلم با ترور مردی با هویت نامعلوم آغاز می‌شود. تیمی متشکل از سه افسر سیا، از جمله «جک چن» (دانیل وو) تازه‌کار، یک هتل را تحت نظر دارند؛ که یک قاتل حرفه‌ای به نام «فیونا برچ» (ماریت تورسن)، وارد سویت تحت مراقبت شدید مرد می‌شود؛ و پس از رابطه جنسی، با شکستن ستون فقرات، مرد را کشته و فرار می‌کند. ماشین فیونا مورد اصابت موشک بازوکا قرار می‌گیرد. در حالی که افسران سیا مشغول بیرون آوردن او از ماشین هستند، توسط زنی سوار بر لیموزین به نام «مادلین هو» (آلمن ونگ) با اسم مستعار «مادام اِم»، که رهبر یک سازمان مافیایی است، کشته می‌شوند. جک به عنوان تنها بازمانده ترور، باقی می‌ماند.
با تحقیقات جک مشخص می‌شود، دختران جوان در سراسر جهان، یکی پس از دیگری ناپدید می‌شوند. تعداد آنها به ۴۰ نفر با میانگین سنی ۱۳ سال، می‌رسد. تنها رابطه بین دختران این است که همه آنها در هنرهای رزمی آموزش دیده‌اند. تئوری جک به اثبات می‌رسد؛ دخترانی که توسط مادام ام ربوده شده‌اند، به جزیره ای که ۲۰۰ مایل از نزدیک‌ترین ساحل فاصله دارد، منتقل می‌شوند تا تحت انواع آموزش‌های رزمی، جنگی، پزشکی و مُدلینگ قرار گرفته و تبدیل به قاتلان حرفه ای شوند. دخترانی که سعی در فرار می‌کنند به طرز بی‌رحمانه‌ای کشته می‌شوند.
پس از شش سال آموزش سخت، مادام اِم در چالشی بی‌رحمانه ۲ دقیقه وقت تعیین می‌کند؛ که هرکس نزدیکترین دختر به خود را بُکشد و از آنجا بیرون بیاید. ۱۱ دختر با کشتن ۱۰ دختر دیگر از استراحتگاه بیرون می‌آیند. فردای آن‌روز و در چالش بعدی آنها به صورت تصادفی ۱۱ شماره را انتخاب می‌کنند. طبق قانون مبارزه، مبارز شماره ۱، در نبرد تا سرحد مرگ و در قفس با شماره ۲ و نفر برنده آن‌ها، با شماره‌های ۳ و ۴ و برنده مبارزه با شماره‌های ۵ تا ۷ و در نهایت برندهٔ آن‌ها، در نبردی با ۴ نفر بعدی یعنی شماره ۸ تا ۱۱ مبارزه می‌کند. «شارلین» در ۳ نبرد اول با کُشتن دوستانش زنده مانده به مبارزه آخر می‌رسد. بعد از نبردی جانانه مادام اِم با شکستن قواعد بازی، سه نفر باقی مانده یعنی «شارلین چینگ» (مگی کیو)، «کَت» (آنیا وو) و «جینگ» (جوول لی) را «فارغ‌التحصیل» اعلام می‌کند.
در جشن گرفته شده، مادام اِم قراردادی با بازنشستگی ۵ ساله و حقوق سالانه ۵ میلیون دلار را به دختران پیشنهاد می‌دهد. سپس دختران از شراب‌هایی که در آن‌ها موادمخدر وجود دارد، می‌نوشند. با اثرگذاری داروها، مادام اِم نگهبانان خود را فرا می‌خواند، تا به دختران تجاوز و بکارت آنها را بردارند. بدین صورت دختران در کنار آموزش‌ها، یادمی‌گیرند از آلت و سلاح زنانه خود، برای ماموریت‌ها استفاده کنند، و بدین گونه به سراسر جهان فرستاده می‌شوند.
" ترورهای زیادی در سراسر جهان اتفاق می‌افتد. این کشتارهای بی عیب و نقص، به صورت سیستماتیک انجام می‌شود. همه قربانیان یا ثروتمند و مشهور یا گانگسترهای شناخته شده هستند. ناگهان، همه جا کشتار می‌شود. سازمان سیا تحقیقاتی را با نام پرونده فرشته‌های چینی آغاز کرده‌است."
ژاپن، فیلیپین، استرالیا و اسپانیا جولانگاه ترور و فعالیت‌های فرشتگان چینی می‌شود. جک با استفاده از خون و دی‌ان‌ای به‌جا مانده، به هویت شارلین پی می‌برد. او با صحبت با مادر شارلین، پرده از جنایت‌های شارلین برمی‌دارد. شارلین و گروهش در هنگام ترور یک سفیر در هنگ کنگ با مادر گمشده خود، «فی چینگ» (چنگ پی پی) رودررو می‌شود. جک با تعقیب شارلین و در سردخانه یک کامیون به او می‌رسد. او که شانس کشتن شارلین را دارد؛ ترجیح می‌دهد که او را دستگیر کند و این‌گونه از خون او می‌گذرد؛ اما شارلین با بی‌هوش کردن او، موفق به فرار می‌شود.
جک با این باور که شارلین برای دیدن مادرش برمی گردد، بیرون از خانه فی منتظر می‌ماند. با این حال، جینگ برای کشتن شاهد قتل سفیر که مادر شارلین است؛ سر رسیده و فی را با چاقو زخمی می‌کند. تلاش جک برای دفع جینگ نتیجه‌ای ندارد. شارلین ظاهر شده و جینگ را پس از یک درگیری شدید، می‌کشد. شارلین و جک، فی را به بیمارستان می‌رسانند.
شارلین و کت برای فسخ قرارداد و بازپس‌گیری آزادی خود، مأموریت نهایی را می‌پذیرند. یک رئیس یاکوزا، «ریویچی» (اندرو لین)، با خانم ام قرارداد بسته‌است تا به‌ظاهر یک خائن به نام «کِنجی» را در گروه خود و در حضور او از بین ببرد. مشخص می‌شود که این مأموریت تله ریویچی برای انتقام از مادام اِم و دختران است؛ که شریک او یعنی «کارلوس»، توسط شارلین ترور شده بود. ریویچی، مادام اِم را می‌کشد؛ کَت اسیر شده و شارلین که با دارت تحریک قوای جنسی مسموم شده، موفق به فرار می‌شود.
شارلین با جک تماس می‌گیرد؛ و با او در ساحل قرار گذاشته و در نهایت باهم رابطه جنسی دارند. صبح روز بعد، او یادداشتی را در کفش او می‌گذارد که می‌گوید اگر مقدر باشد، سرنوشت به‌آنها لبخند خواهد زد. شارلین روز بعد برای نجات کَت به اسکله ۱۴ برمی گردد؛ و با درماندگی از پشت شیشه ضد گلوله، شاهد کشته شدن کت پس از شکنجه است. شارلین خشمگین در یک مبارزه شدید و انتقامی با ریویچی، در حالی‌که بینایی خود را موقتاً در مبارزه از دست داده‌است؛ با تمرکز بر ارتعاشات و دنبال‌کردن انرژی، موفق به کشتن ریویچی می‌شود.
جک که هرگز دینی نداشته‌است؛ به فی که در حال عبادت در یک معبد چینی است، از احساس آرامش خود در آنجا می‌گوید. جک نیز با پیشنهاد او در معبد، یک آرزو می‌کند. در همین حال، شارلین در معبد دیگری و برای آرامش روح کَت دعا می‌کند؛ و از آرزویش برا رسیدن به جک می‌گوید. فال آن‌ها در معبد، جُفت می‌افتد؛ و جک به دنبال شارلین، به او می‌رسد.